# Ordino-Arcalís

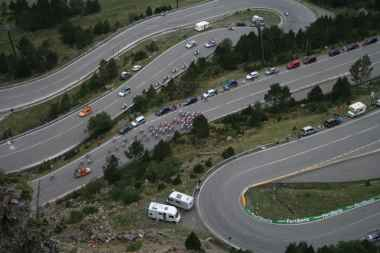
Ascensión a la estación.

Ordino Arcalís es una estación de esquí de Andorra que por su peculiar y dura ascensión es utilizada frecuentemente como final de etapa de las grandes pruebas del calendario ciclista internacional.
Ordino Arcalís es una estación de esquí situada en la parroquia de Ordino, al norte del Principado de Andorra. La estación se creó en 1983, con 4 remontes. Durante los últimos años ha crecido hasta alcanzar los 29 km de pistas. Es conocida por ser uno de los lugares donde mejor se conserva la nieve de todo el Pirineo, por la calidad de ésta y por ser un referente mundial del fuera pista, gracias a los eventos de carácter internacional que han tenido lugar en los últimos años en sus montañas, como el desarrollo de pruebas de Freeride World Tour, evento referente de esta disciplina, y otros de https://www.freerideworldtour.com/event/eldorado-freeride-junior-vallnord-3-20 categoría inferior, incluidas dentro del circuito mundial.
Durante el verano es conocida por ser un puerto de montaña de categoría superior. La Coma ha sido en tres ocasiones (1997, 2009, 2016) final de meta de Le Tour de France. Además, es conocida por las rutas de senderismo y alpinismo, que permiten a los excursionistas acceder a parajes de alta montaña , muy bien valorados por la riqueza de las vistas y la excepcionalidad de la orografía.
Ordino-Arcalis por su peculiar y dura ascensión es utilizada frecuentemente como final de etapa de las grandes pruebas del calendario ciclista internacional.

### Llegadas de laVuelta a España
| Edición | Etapa                                          | Vencedor           |
| ------- | ---------------------------------------------- | ------------------ |
| 2000    | 10.ª etapa (Sabadell - Ordino-Arcalis)         | Roberto Laiseka    |
| 2001    | 12.ª etapa (Ordino – Ordino-Arcalis)           | José María Jiménez |
| 2005    | 10.ª etapa (La Vall d'en Bas - Ordino-Arcalis) | Francisco Mancebo  |
| 2007    | 10.ª etapa (Benasque - Ordino-Arcalis)         | Denis Menchov      |

### Llegadas delTour de Francia
| Edición | Etapa                                  | Vencedor     |
| ------- | -------------------------------------- | ------------ |
| 1997    | 10.ª etapa (Luchon - Ordino-Arcalis)   | Jan Ullrich  |
| 2009    | 7.ª etapa (Barcelona - Ordino-Arcalis) | Brice Feillu |
| 2016    | 9.ª etapa (Viella - Ordino-Arcalis)    | Tom Dumoulin |

La estación se encuentra a 22 km de la capital del Principado, Andorra la Vieja, y a 14 km del pueblo de Ordino.
Actualmente es la estación de Andorra y del Pirineo que garantiza la apertura de más días durante la temporada de nieve, abriendo a finales de noviembre y alargándose hasta mediados de abril.
A pesar de ser una estación muy alpina, está orientada a todo tipo de público, ya que se ha invertido en ofrecer servicio a todos los esquiadores, desde el más experto, hasta los principiantes, y de todos los rangos de edad. La cota máxima de la estación es Creussans, a 2625 m, y la mínima de 1940 m.

## Historia
La construcción de la estación se remonta al año 1982, cuando se coloca la primera pilona del telesquí los Vailets. Desde entonces, los sucesivos mandatarios comunales han invertido en la ampliación de las pistas, abriendo también la zona de la Coma y de Creussans, hasta llegar a la actualidad con 30 km de pistas.
En 1983 se abre la estación durante unos días, coincidiendo con la Semana Santa, con tres telesquís y un telesilla. La inauguración oficial tiene lugar en diciembre de 1983, así la primera temporada fue la de 1983-1984.
En 1984 se crean nuevas pistas, y se pone nombre a estas. La temporada 1988-89 se crea el edificio de los Planells, el telesquí de los Orris, el telesilla de la Coma y pista de las Crestas. En 1990 se pone en marcha el telesilla del Abarsetar y la pista La Fuente. En 1992 se reestructura el nombre de las pistas y se pone a las que no lo tienen. El mismo año se crea el estadio de slalom. No es hasta el año 1994 cuando se crea el jardín de nieve. Ya en la temporada 1996, se construye el telesilla de la Basera. El mismo año se instala el telesquí de los Feixans para hacer fuera pista. La ampliación hacia la zona de Creussans se hace efectiva en 1999.
Actualmente se construye un nuevo telecabina que une la base de la estación, al Hortell, con la Coma. Está previsto que se inaugure en diciembre de 2018.
En 2004 Ordino Arcalís se integra dentro de la marca Vallnord, que reúne las estaciones de esquí de los valles del norte de Andorra: Vallnord - Pal Arinsal y Vallnord - Ordino Arcalís.
Las dos estaciones, a pesar de no estar unidas físicamente, sumaron sus instalaciones, actividades, convirtiéndose en uno de los destinos de nieve y montaña más completas de los Pirineos, con 93 kilómetros de pistas. VALLNORD se diferencia del resto de estaciones en que sus dos campos de nieve se unen para complementarse.
La gestión de la estación ha sido exclusivamente pública, esto es, por el común de Ordino hasta el año 2018. Sin embargo, en 2018, Saetde (grupo que también gestiona, entre otros, Pas de la Casa - Grau Roig ) adquiere el 76% de la titularidad durante los próximos 50 años. Esto permite a Ordino Arcalís sacar adelante un Plan estratégico que contempla, entre otros, una inversión de 25 millones de euros hasta el año 2028.

## Remontes mecánicos
La estación cuenta con 14 remontes mecánicos capaces de transportar 16.510 esquiadores/hora.
- 1 telesilla desembragable 6p. con Magnestick, (La Coma)
- 1 telesilla desembragable 4p. con Magnestick (la Basera)
- 2 telesillas fijas 4 plazas, (Creussans y l’Abarsetar)
- 6 tele-esquís (Els Marrecs, Abarsetar, Els Vailets, l’Hortell, Els Feixans, y els Orris)
- 1 cinta transportadora, (Jardí de neu)
- 4 telecuerdas, (Pla de la Coma y L’Escola)
- 101 cañones de nieve
- 1 telecabina (Telecabina Tristaina).

## Pistas
En total Ordino Arcalís cuenta con 30 km de pistas, de diferentes dificultades, distribuidas por todos los sectores de la estación:
- 6 pistas verdes
- 7 pistas azules
- 12 pistas rojas
- 2 pistas negras

Además, Ordino Arcalís tiene con una pista llamada 'Megaverda', que es la unión de varias pistas encadenadas y que en conjunto, conforman la pista verde más larga de los Pirineos. La pista con 8.5 km sale desde las Portelles, a 2.562 m, y la llegada es en el Hortell, en la base de la estación, a 1940 m.
5 máquinas pisa-nieves son las encargadas de trabajar las pistas cada noche.

## Freeride
Ordino Arcalís es conocida por los expertos y amantes del 'freeride' como un destino líder de esta especialidad. Los motivos de esta excepcionad son la calidad y cantidad de la nieve, ya que las montañas están situadas en la vertiente más norte del Principado, y hacen que la nieve caída se conserve en las mejores condiciones para la práctica de esta modalidad. Cabe destacar que Arcalís cuenta con 3,4 km itinerarios marcados (4) + 120 km sin marcar, distribuidos en más de 20 áreas de diferentes niveles:
Nivel azul: woodpark, el Abarsetar, Abarsetar Coma, Marcel, Bruig.
Nivel rojo: Túnel, Canals, Portelles, Cap Coma, Creussans, Tristaina, Feixans, Monumento.
Nivel negro: Hortell, Pico de Arcalís, Basera, Cataperdís, Puerto del Rat, Coste Grande (Baser Negre), Les Planes.
Desde el año 2015 Arcalís es sede fija del prestigioso circuito mundial Freeride World Tour. Esta competición agrupa los mejores deportistas de esquí y snowboard del mundo. A pesar de ser un circuito mundial, sólo se hacen 5 pruebas en todo el mundo, lo que todavía dota de más renombre en Arcalís. Los organizadores destacan la calidad de la nieve y la versatilidad de la estación para poder acoger en diferentes pendientes la prueba. Hasta el año 2021 Ordino Arcalís tiene garantizado ser una de las paradas fijas del circuito, asegurándose la presencia en el célebre campeonato.
Además, la estación cuenta con una escuela de freeride que garantiza la enseñanza y perfeccionamiento de la disciplina a esquiadores y snowboarders de todos los niveles.

## Esquí de montaña
Con el fin de adaptarse a las demandas de los esquiadores, la estación de Ordino Arcalís es pionera ofreciendo 5 circuitos marcados de esquí de montaña, skimo.html de diferentes niveles:
- 1 verde (la Coma).
- 3 azules (Les Portelles, Hortell, les Fonts).
- 1 rojo (Pic de Pereguils).

Para poder hacer uso de estos circuitos, hay que hacerlo dentro del horario de apertura de la estación, ya que una vez que las instalaciones cierran, comienza el trabajo de las máquinas pisa-nieves. De las 7 a las 9 de la mañana se pueden utilizar los itinerarios, excepto los días de nevada intensa.

## Servicios de la estación y actividades
Restauración:
La estación cuenta con 5 puntos de restauración distribuidos por las diferentes áreas.
- El Hortell: Restaurante Il Pizzo y Terrassa Moritz.
- Planells: Restaurante Quicknic
- Les Portelles: Refugi de las Portelles
- La Coma: Restaurante Borda de la Coma, Lounge de la Coma.

Durante la noche se ofrece la posibilidad de organizar una cena a la Borda de la Coma los días de luna llena, los fines de semana y en días especiales, o bajo reserva para grupos.
Alquiler de material
Hay dos tiendas de alquiler de material, una situada en la base de la estación, al Hortell, y la otra al lado de la escuela de esquí, a Planells. Además del alquiler del material necesario, se pueden comprar otros equipamientos como ropa técnica, y merchandising de la estación. A disposición de los usuarios se ofrece el alquiler de material de esquí, snowboard y snowbike.
Escuela de esquí y snowboard
La estación de Ordino Arcalís tiene una escuela de esquí con monitores multilingües titulados, provenientes de diferentes partes del mundo. De este modo, se asegura el aprendizaje y la evolución de los usuarios, pudiendo ofrecer un servicio profesional a un público muy amplio.
Speedride
Se trata de una disciplina que combina el esquí con el parapente, que permite así elevarse varios metros por las zonas de fuera pista. En la estación hay una escuela de Speedride para aprender la técnica con total seguridad.
Airstream
Los usuarios pueden alojarse en una caravana americana Airstream adaptada para cubrir todas las necesidades: capacidad para cuatro personas, WC, ducha, cocina, etc.
Ubicada dentro del dominio esquiable, dispone de un sistema de patines que permite moverla con una máquina pisa, por lo que su ubicación puede variar según las condiciones meteorológicas y la época del año para disfrutar de los lugares más privilegiados de la estación.
Vivac
Excursión con esquís de montaña o con raquetas de nieve hasta uno de los picos del dominio esquiable o los lagos de Tristaina, donde se instala el campamento para pasar la noche al raso.
Heliesquí
Una de las propuestas hace la estación es el Heliski Experience. Esta propuesta incluye vuelos en helicóptero con el freeride más salvaje: el aparato lleva a los esquiadores hasta los picos más altos para que disfruten libremente de las canales de las montañas de Ordino.